# جاكسون (تينيسي)
جاكسون (بالإنجليزية: Jackson, Tennessee)‏ هي مدينة تقع في مقاطعة ماديسون (تينيسي) بولاية تينيسي في وسط شرق الولايات المتحدة. تأسست عام 1821، تبلغ مساحة هذه المدينة 128.2 (كم²)، وترتفع عن سطح البحر 125 م، بلغ عدد سكانها 65211 نسمة في عام 2010 حسب إحصاء مكتب تعداد الولايات المتحدة وتصل الكثافة السكانية فيها 508.6 نسمة/كم2.

## التركيبة السكانية
حدّد مكتب تعداد الولايات المتحدة بيانات التركيبة السكانية لجاكسون في تعداد الولايات المتحدة. في ما يلي، التركيبة السكانية حسب تعدادي 2000 و2010.

### تعداد عام 2000
بلغ عدد سكان جاكسون 59,643 نسمة بحسب تعداد عام 2000، وبلغ عدد الأسر 23,503 أسرة وعدد العائلات 15,141 عائلة مقيمة في المدينة. في حين سجلت الكثافة السكانية 393.9 نسمة لكل كيلومتر مربع (1,020.2/ميل2). وبلغ عدد الوحدات السكنية 25,501 وحدة بمتوسط كثافة قدره 168.4 لكل كيلومتر مربع (436.2/ميل2).
وتوزع التركيب العرقي للمدينة بنسبة 55.13% من البيض و42.07% من الأمريكيين الأفارقة و0.15% من الأمريكيين الأصليين و0.79% من الأمريكيين ذوي الأصول الآسيوية و0.01% من سكان جزر المحيط الهادئ و0.88% من الأعراق الأخرى و0.97% من عرقين مختلطين أو أكثر و2.16% من الهسبانيون أو اللاتينيون من أي عرق.
بلغ عدد الأسر 23,503 أسرة كانت نسبة 35.8% منها لديها أطفال تحت سن الثامنة عشر تعيش معهم، وبلغت نسبة الأزواج القاطنين مع بعضهم البعض 41.5% من أصل المجموع الكلي للأسر، ونسبة 19.4% من الأسر كان لديها معيلات من الإناث دون وجود شريك،  بينما كانت نسبة 3.6% من الأسر لديها معيلون من الذكور دون وجود شريكة وكانت نسبة 35.6% من غير العائلات. تألفت نسبة 30.3% من أصل جميع الأسر من عدة أفراد يعيشون في نفس المنزل ونسبة 10.4% كانت تتألف من شخص يعيش بمفرده يبلغ من العمر 65 عاماً أو أكثر. وبلغ متوسط حجم الأسرة المعيشية 2.40، أما متوسط حجم العائلات فبلغ 2.99.
بلغ العمر الوسطي للسكان 32.8 عاماً. وكانت نسبة 25.8% من القاطنين تحت سن الثامنة عشر، وكانت نسبة 9.7% بين الثامنة عشر والرابعة والعشرين عاماً، ونسبة 28.2% كانت واقعةً في الفئة العمرية ما بين الخامسة والعشرين والرابعة والأربعين عاماً، ونسبة 19.2% كانت ما بين الخامسة والأربعين والرابعة والستين، ونسبة 11.9% كانت ضمن فئة الخامسة والستين عاماً فما فوق. يوجد لكل 100 أنثى 87.6 ذكر، ويوجد لكل 100 أنثى في الثامنة عشر من عمرها فما فوق 81.5 ذكر.
بلغ متوسط دخل الأسرة في المدينة 33,194 دولارًا، أما متوسط دخل العائلة فبلغ 40,922 دولارًا. وكان متوسط دخل الذكور 32,777 دولارًا مقابل 23,229 دولارًا للإناث. وسجل دخل الفرد الخاص بالمدينة 18,495 دولارًا. وكانت نسبة 14% من العائلات ونسبة 17.1% من السكان تحت خط الفقر، وكان من هؤلاء نسبة 23.7% تحت سن الثامنة عشر ونسبة 11.5% في الخامسة والستين من العمر وما فوق.

### تعداد عام 2010
بلغ عدد سكان جاكسون 65,211 نسمة بحسب تعداد عام 2010، وبلغ عدد الأسر 25,191 أسرة وعدد العائلات 15,951 عائلة مقيمة في المدينة. في حين سجلت الكثافة السكانية 430.7 نسمة لكل كيلومتر مربع (1,115.5/ميل2). وبلغ عدد الوحدات السكنية 28,052 وحدة بمتوسط كثافة قدره 185.3 لكل كيلومتر مربع (479.9/ميل2).
وتوزع التركيب العرقي للمدينة بنسبة 49.21% من البيض و45.70% من الأمريكيين الأفارقة و0.16% من الأمريكيين الأصليين و1.16% من الأمريكيين ذوي الأصول الآسيوية و0.03% من سكان جزر المحيط الهادئ و2.25% من الأعراق الأخرى و1.48% من عرقين مختلطين أو أكثر و3.97% من الهسبانيون أو اللاتينيون من أي عرق.
بلغ عدد الأسر 25,191 أسرة كانت نسبة 33.9% منها لديها أطفال تحت سن الثامنة عشر تعيش معهم، وبلغت نسبة الأزواج القاطنين مع بعضهم البعض 37.6% من أصل المجموع الكلي للأسر، ونسبة 21.4% من الأسر كان لديها معيلات من الإناث دون وجود شريك،  بينما كانت نسبة 4.3% من الأسر لديها معيلون من الذكور دون وجود شريكة وكانت نسبة 36.7% من غير العائلات. تألفت نسبة 30.8% من أصل جميع الأسر من عدة أفراد يعيشون في نفس المنزل ونسبة 10.5% كانت تتألف من شخص يعيش بمفرده يبلغ من العمر 65 عاماً أو أكثر. وبلغ متوسط حجم الأسرة المعيشية 2.42، أما متوسط حجم العائلات فبلغ 3.03.
بلغ العمر الوسطي للسكان 33.8 عاماً. وكانت نسبة 24.7% من القاطنين تحت سن الثامنة عشر، وكانت نسبة 13.4% بين الثامنة عشر والرابعة والعشرين عاماً، ونسبة 25.4% كانت واقعةً في الفئة العمرية ما بين الخامسة والعشرين والرابعة والأربعين عاماً، ونسبة 23.7% كانت ما بين الخامسة والأربعين والرابعة والستين، ونسبة 12.7% كانت ضمن فئة الخامسة والستين عاماً فما فوق. وتوزع التركيب الجنسي للسكان بنسبة 46.2% ذكور و53.8% إناث.

## أعلام
- سوني بوي ويليامسون الأول
- آدم رانكين الكسندر
- جين إيفانز
- كارل بيركنز
- نيل ويلسون
- ميلتون براون
- كريستوفر جونز
- راندل والاس
- لوثر إنغرام
- توماس هاريس

## وصلات خارجية
- The US50 - Cities and Towns in Tennessee State